# فان كليف آند آربيلس
فان كليف آند آربيلس (بالإنجليزية: Van Cleef & Arpels) هي شركة مجوهرات وساعات وعطور فرنسية تأسست عام 1896 بواسطة سلمون آربيلس وألفريد فان كليف. وقد افتتحا أول متجر في باريس عام 1906.

## وصلات خارجية
- الموقع الرسمي نسخة محفوظة 3 يونيو 2012 على موقع واي باك مشين.